# Bitwa pod Berezyną Górną
Bitwa pod Berezyną Górną – część wielkiej bitwy nad Berezyną. Walki polskiej 1 Armii w czasie majowej ofensywy wojsk Michaiła Tuchaczewskiego w okresie wojny polsko-bolszewickiej.

## Położenie wojsk przed bitwą
Wojsko Polskie
- 1 Armia gen. Stefana Majewskiego obsadzała odcinek Dryssa – Połock – Uszacz – Lepel. W pierwszym rzucie posiadała 8 Dywizję Piechoty i 1 Dywizję Litewsko-Białoruską, a w odwodzie 3 Dywizję Piechoty Legionów i 1 Brygadę Jazdy.
- 4 Armia gen. Szeptyckiego w składzie 2 Dywizja Piechoty Legionów, 6., 14. i 9. dywizje piechoty broniła linii Berezyny od Lepla po ujście do Dniepru.

17 maja dowodzenie nad obu armiami przejął gen. Stanisław Szeptycki.
Armia Czerwona
Na wschodnim brzegu Berezyny utworzono zgrupowanie uderzeniowe:
- 15 Armia Augusta Korka w składzie 4., 6., 5., 53., 56. dywizje strzeleckie i 15 Dywizja Kawalerii
- Grupę Północną Jewgienija Siergiejewa w składzie 48 Dywizja Strzelców i 164 Brygada Strzelców
- 16 Armia Nikołaja Sołłohuba w składzie 2., 8., 10., 17. i 21. Dywizje strzeleckie[3].

Całością sił uderzeniowych dowodził dowódca Frontu Zachodniego Michaił Tuchaczewski.

## Przebieg działań
14 maja wojska Frontu Zachodniego Michaiła Tuchaczewskiego przeszły do ofensywy.  
16 maja 1 Dywizja Litewsko-Białoruska wycofała się nad Berezynę. Tu rozpoczęło się jej luzowanie przez oddziały odwodowej 3 Dywizji Piechoty Legionów. W czasie tego manewru w okolicy Małej Czernicy na wileński pułk strzelców i I/9 pułku piechoty Legionów uderzyła sowiecka 56 Dywizja Strzelców, a na III/9 pp Leg. stojący na przedmościu Berezyny nacierała  15 BS, zaś 13 BS zaatakowała Mościszcze. 
Wszystkie te ataki odparto. I BLB po zluzowaniu odeszła do odwodu armii w okolicę Dziedziny.
I/9 pp powrócił w skład pułku, a na jego miejsce przybył 8 pułk piechoty Legionów, który obsadził odcinek od jeziora Mieżusoł wzdłuż Czernicy.
18 maja Sowieci wznowili natarcie. 3 Dywizja Piechoty Legionów nie wytrzymała uderzenia i jej oddziały cofnęły się nad Czernicę. Sowiecka 15 Brygada Strzelców opanowała przedmoście Berezyny, a 13 BS odrzuciła oddziały II Brygady Litewsko-Białoruskiej i II/9 pp Leg. i zajęła Lipsk. Polskie kontrataki nie odniosły powodzenia. W tym czasie, będący na prawym skrzydle ugrupowania operacyjnego 4 Armii, 24 pułk piechoty wysłał dwa wzmocnione artylerią bataliony do Karolina i wzmocnił obronę II BLB.
18 i 19 maja na zagrożony odcinek przybyły także dwa bataliony 17 Dywizji Piechoty pod dowództwem ppłk. Juliusza Padlewskiego-Skorupki i zluzowały pododdziały II BLB. Ponadto z Dokszyc przybył 7 pułk piechoty Legionów. 
Trwające 19 maja walki o odbicie Berezyny skończyły się dla strony polskiej fiaskiem. 15 Brygada Strzelców utrzymała miasto, a 13 Brygada Strzelców odrzuciła II BLB. Sowieci podciągnęli też odwody na tym kierunku. W okolice Brodu przegrupowała się 86 Brygada Strzelców.
20 maja Polacy podjęli jeszcze jedną, nieudaną  próbę odebrania Lipska i Mościszcza. Walki w okolicy Zahołowia, Ulesia i Bereśniówki zakończyły odwrót wojsk polskich na tym kierunku.